# Ćuić Brdo
Ćuić Brdo – wieś w Chorwacji, w żupanii karlowackiej, w gminie Rakovica. W 2011 roku liczyła 8 mieszkańców.